# Giữa miền đất ấy
Giữa miền đất ấy (tiếng Anh: In the Heart of the Country) là tiểu thuyết của nhà văn Nam Phi John Maxwell Coetzee, được viết bằng tiếng Anh, xuất bản lần đầu tiên năm 1977. Cuốn sách đã được chuyển thành phim năm 1985 với tên gọi Dust, được đạo diễn bởi Marion Hänsel.
Giữa miền đất ấy do Song Kha dịch sang tiếng Việt và được phát hành tại Việt Nam năm 2005.

## Nội dung
Magda, cô gái đồng trinh già sống cô đơn trong trang trại bên cạnh người cha tàn bạo, thô lỗ. Bố cô dan díu với Anna - vợ của Hendrik, người làm thuê cho ông. Magda vì ghen tuông với người phụ nữ da đen đã giận dữ bắn một viên đạn vào trong căn phòng của bố. Bố cô trúng đạn và chết giữa đám chăn đệm hôi hám đầy ruồi. Magda chôn xác cha và bịt kín căn phòng. Không có tiền trả công cho Hendrik, cô bị hắn cưỡng đoạt để thỏa cơn điên giận. Sau đó, Hendrik và vợ bỏ đi, Magda còn lại một mình trong trang trại hoang tàn, chết dần đi cùng với những ảo ảnh trong nỗi cô độc.